# Laura Knight
Dame Laura Knight, nata Laura Johnson (Long Eaton, 4 agosto 1877 – Londra, 7 luglio 1970) è stata una pittrice inglese. Nel corso della sua lunga carriera si è affermata come una delle più popolari artiste britanniche dell'epoca e nel 1936 è stata la seconda artista donna ad essere eletta membro della Royal Academy of Arts.

## Biografia

### Infanzia e formazione
Laura Johnson nacque nel Derbyshire, la minore delle figlie di Charles e Charlotte Johnson. Dopo che il padre abbandonò la famiglia la giovanissima Laura fu mandata da partenti nel Nord della Francia per alcuni mesi. All'età di tredici anni fu iscritta alla Nottingham School of Art, dove la madre insegnava, e due anni più tardi, a soli quindici anni, rimpiazzò la madre come insegnante dopo che la donna si ammalò di cancro.
Dopo la morte della madre, vinse una borsa di studio offerta dal Victoria and Albert Museum e mantenne le sorelle dando lezioni di pittura. Nel 1991 conobbe Harold Knight alla scuola d'arte e i due divennero amici. Dopo aver visitato la cittadina costiera di Staithes nel 1894, la coppia decise di trasferirvisi per lavorare. Qui iniziò a disegnare pescatori e contadini, ma le scarse risorse economiche le permisero di realizzare solo poche tele ad olio. Nel 1903 i due si sposarono.
Nel 1904 i King si recarono presso una colonia di artisti a Laren, dove ebbero modo di apprendere le tecniche della scuola dell'Aia. Vi tornarono nuovamente nel 1905, trascorrendovi sei mesi, e poi ancora brevemente nel 1906. Nel 1907 la coppia si trasferì in Cornovaglia, dove si affermarono come i principali artisti della Scuola di Newlyn. Nel 1909 il suo quadro The Beach fu esposto alla Royal Academy e in questo periodo cominciò a dipingere gruppo di donne en plein air e opere sul tema delle bagnanti.

### Anni 1910 e 1920
Nel 1913 la sua opera The Green Feather fu acquistata dalla National Gallery of Canada per 400£. Sempre nel 1913 realizzò una delle sue opere più note, Autoritratto con nudo. Il quadro rappresenta l'artista mentre dipinge una modella nuda, l'artista Ella Naper. Dopo l'iniziale successo a Newlyn, il quadro fu esposto anche a Londra, dove diede scandalo il fatto che una donna avesse realizzato un quadro di nudo e il Daily Telegraph liquidò l'opera definendola volgare.
Con lo scoppio della prima guerra mondiale fu vietato per legge dipingere e disegnare le coste inglese, il che limitò di molte le possibilità della Knight. Nel 1915 ottenne un permesso speciale per continuare a dipingere le coste e il risultato fu Primavera, che fu esposta alla Royal Academy nel 1916 ma poi ulteriormente ritoccata dall'autrice. Sempre nel 1916 il governo Canadese le commissionò un quadro rappresentate le truppe durante l'addestramento.
Le limitazioni causate dalla guerra la spinsero a concentrarsi su un soggetto a cui aveva cominciato a interessarsi nel 1911: il mondo della danza. Tra il 1911 e il 1929 dipinse alcuni dei più celebri ballerini, tra cui molti danzatori dei Ballets Russes, Lidija Vasil'evna Lopuchova, Anna Pavlova e il Maître de Ballet Enrico Cecchetti. Successivamente cominciò a dipingere anche il backstage e i camerini durante numerosi allestimenti del Birmingham Repertory Theatre, che nel 1924 le commissionò i costumi per il balletto Les Roses.
Nei primi anni 20 acquistò il torchio tipografico di George Clausen, con cui produsse una novantina di incisioni tra il 1923 e il 1925, tra cui pubblicità per i mezzi di trasporto pubblico. Continuò a realizzare pubblicità per i trasporti pubblici londinesi per il resto della sua carriera. Dopo un breve periodo a Pittsburgh come giurata per l'International Exhibition of Pictures, nel 1926 si trasferì a Baltimora con il marito per alcuni mesi. Il Johns Hopkins Hospital le aveva commissionato ritratti di molti dei chirurghi dell'ospedale. Qui si avvicinò al movimento per i diritti civile, ritraendo anche pazienti afroamericani. 
Sempre nei primi anni venti cominciò a frequentare il Bertram Mills Circus di Londra, dove dipinse alcuni degli artisti. Tra il 1929 e il 1930 andò in tournée con il circo e realizzò molte opere rappresentanti le esibizioni degli artisti; dato che i suoi soggetti avevano poco tempo libero ed erano in continuo movimento, la Knight realizzò i dipinti senza aver effettuato i disegni preparatori, con una tecnica rapida e suggestiva.
Nel 1928 vinse la medaglia d'argento della competizione d'arte ai Giochi della IX Olimpiade con il dipinto Boxer e l'anno successivo fu proclamata Dama Commendatore dell'Ordine dell'Impero Britannico.

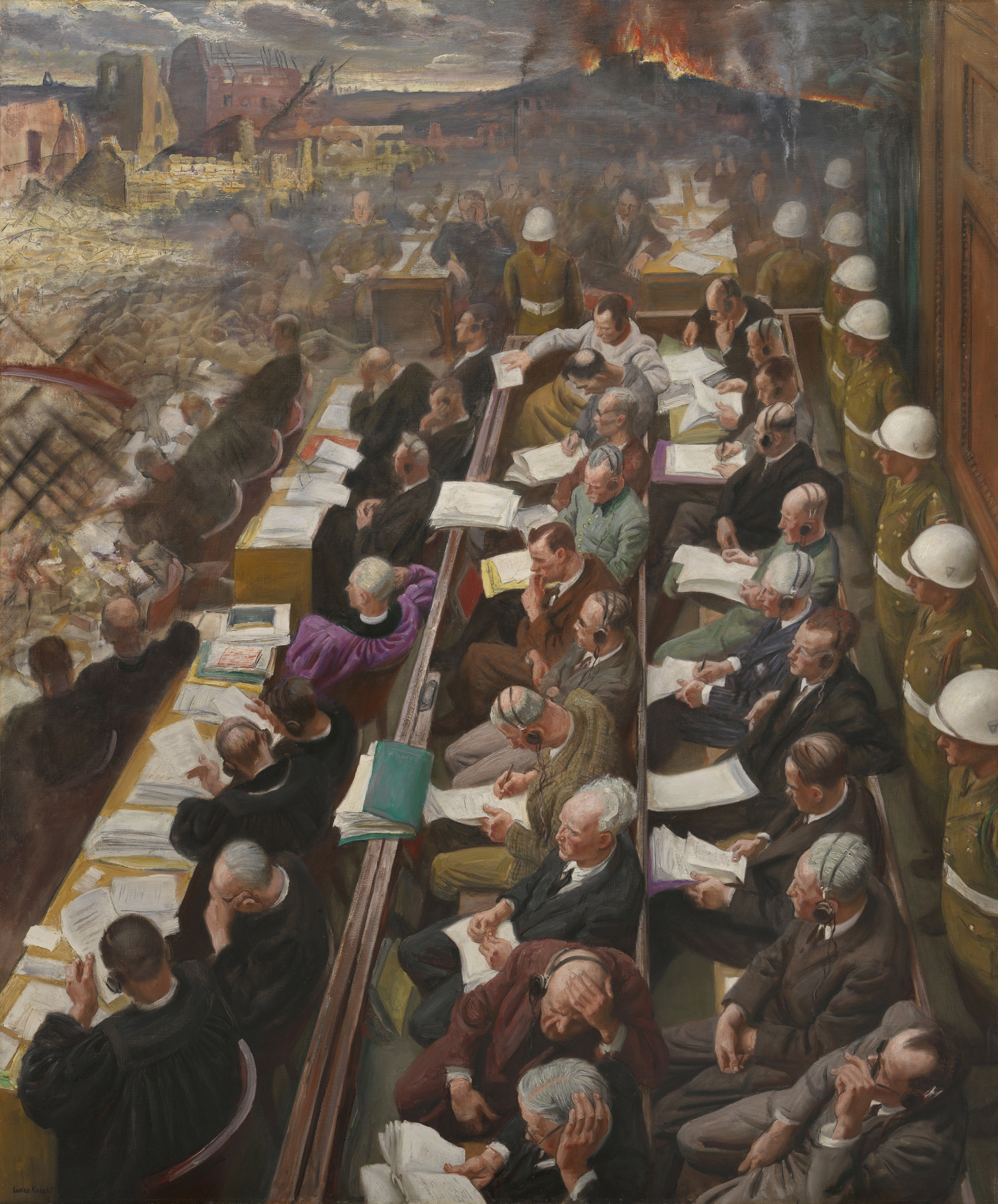
Il processo di Norimberga (1946)

### Dagli anni 1930 alla morte
nel giugno 1931 ricevette una laurea onoraria dall'Università di St Andrews. Nel 1932 divenne la presidente della Society of Women Artists, una carica che mantenne fino al 1967. Nel 1936 pubblicò il suo primo libro di memorie, Oil Paint and Grease Paint, che divenne un best seller.
Dopo lo scoppio della seconda guerra mondiale il governo britannico le commissionò diverse opere celebrative o per pubblicizzare il reclutamento. Durante il secondo conflitto mondiale realizzò diciassette opere per il War Artists' Advisory Committee. Al termine della guerra chiese ed ottenne dal governo di poter documentare il processo di Norimberga, che rappresentò in un'opere che si distanziava dal realismo del periodo della guerra, toccando tinte più espressioniste in cui l'aula del processo si fonde con il panorama della Germania devastata dalla guerra.
Dopo la guerra tornò a dedicarsi ai suoi soliti soggetti: il balletto, il circo e i popoli romaní, un soggetto a cui aveva cominciato a dedicarsi nella metà degli anni trenta. In particolare, realizzò dipinti raffiguranti il backstage dello Shakespeare Memorial Theatre (1948), dell'Old Vic (1953) e della compagnia del Balletto Bol'šoj alla Royal Opera House (1956).
Dopo cinquantotto anni di matrimonio, Harold Knight morì nel 1961. Nel 1965 la Knight pubblicò una seconda autobiografia, The Magic of a Line, in concomitanza con una retrospettiva con oltre duecentocinquanta delle sue opere alla Royal Academy of Arts. Fu la prima donna a cui fu dedicata una retrospettiva dalla Royal Academy. 
Morì a Londra nel 1977 all'età di 92 anni.

## Opere letterarie
- Twenty-one Drawings of the Russian Ballet (1921)
- Laura Knight: A Book of Drawings (1923)[12]
- Oil Paint and Grease Paint (1936)
- A Proper Circus Omie (1962)
- The Magic of a Line (1965)